# Walter Afanasieff
 (avril 2016).
Walter « Wally » Afanasieff, né le 10 février 1958 à São Paulo au Brésil, est auteur-compositeur et réalisateur artistique. Il a notamment travaillé avec Mariah Carey. En 2000, il reçoit un Grammy Awards.

## Vie personnelle
Ses parents, Nikita et Tatiana Afanasieff, sont d'origine russe. Il remporte un Grammy Award en tant que producteur et auteur.
Ses parents emménagent aux États-Unis, à San Francisco, quand il est âgé de 5 ans. Dans sa jeunesse, il étudie le piano. Mais, c'est en 1978 qu'il entre dans l'industrie du disque chez "The Conservatory of Music" à San Mateo en Californie, où il étudie la musique classique et tombe amoureux du jazz et travaille avec les violonistes Jean-Luc Ponty et Narada Michael Walden. Puis, il participe aux voix dans les albums de James Brown, Aretha Franklin et Whitney Houston.
En 1990, il signe chez Epic Music et produit de nombreux albums à succès en étant le coauteur et coproducteur de Mariah Carey avec qui il collabore dès son deuxième opus, ainsi que le producteur des premiers albums anglophones de Céline Dion. Il produit en 1997 le carton My Heart Will Go On, la bande originale du film Titanic.
Il est marié à Corinne depuis 1988 et a trois enfants : Christina, Isabella et Andrei.

## Collaboration avec Mariah Carey
En 1990, lorsqu'il signe avec Sony, il commence sa collaboration avec Mariah Carey en produisant le hit Love Takes Time. Par la suite, ils travaillent ensemble comme producteurs. Walter avoue alors qu'il la considérait comme sa muse, la plus belle voix qu'il ait jamais entendue. Ils donnent une interview commune pour parler de leur processus créatif qui consiste à travailler ensemble sans relâche, au piano.
En 1997, lors des sessions d'enregistrements de Butterfly, Mariah et Walter connaissent des divergences créatives. En effet, lorsque Mariah se sépare de Tommy Mottola, elle décide de prendre un plus grand contrôle créatif sur sa musique, souhaitant notamment aborder le registre hip-hop, ce dont Walter ne voulait pas.
Dès lors, en 1997, Mariah et Walter mettent fin à leur collaboration, peu avant la touche finale de Butterfly. Ils ne travailleront plus jamais ensemble, mais Mariah publiera plus tard sur la trame sonore du film Glitter le titre Lead the Way, une chanson coécrite avec Walter lors des sessions de Butterfly.
Après sa rupture, Walter fut questionné au sujet de son talent musical et de son travail acharné.

## Collaborations
Il a écrit et produit des chansons pour d'autres grands artistes tels que Lionel Richie, Luther Vandross, Céline Dion, Jessica Simpson, Savage Garden, Destiny's Child, Kenny G, Michael Bolton, Kenny Loggins, Barbra Streisand, Christina Aguilera, Whitney Houston, Regina Belle, Ricky Martin, Marc Anthony, Babyface, Lara Fabian, Michael Jackson, Josh Groban, Clay Aiken, Jordin Sparks, Leona Lewis.